# Colostygia turbata
Colostygia turbata là một loài bướm đêm thuộc họ Geometridae. Loài này có ở vùng núi của châu Âu tới Altai, cũng như bán đảo Kamchatka và Canada.
Sải cánh dài 24–27 mm. Con trưởng thành bay từ tháng 6 đến tháng 7.
Ấu trùng ăn Galium palustre. Ấu trùng có thể tìm thấy từ tháng 6 đến tháng 7. Nó qua mùa đông ở giai đoạn ấu trùng.

## Phụ loài
- Colostygia turbata turbata
- Colostygia turbata fuscolimbata Tengstrom, 1875
- Colostygia turbata pyrenaearia Oberthur, 1882
- Colostygia turbata altaicata (Djakonov, 1926) (Altai, Sayan Mountains, Buryatia, Kamchatka)
- Colostygia turbata circumvallaria (Taylor, 1906)

## Hình ảnh

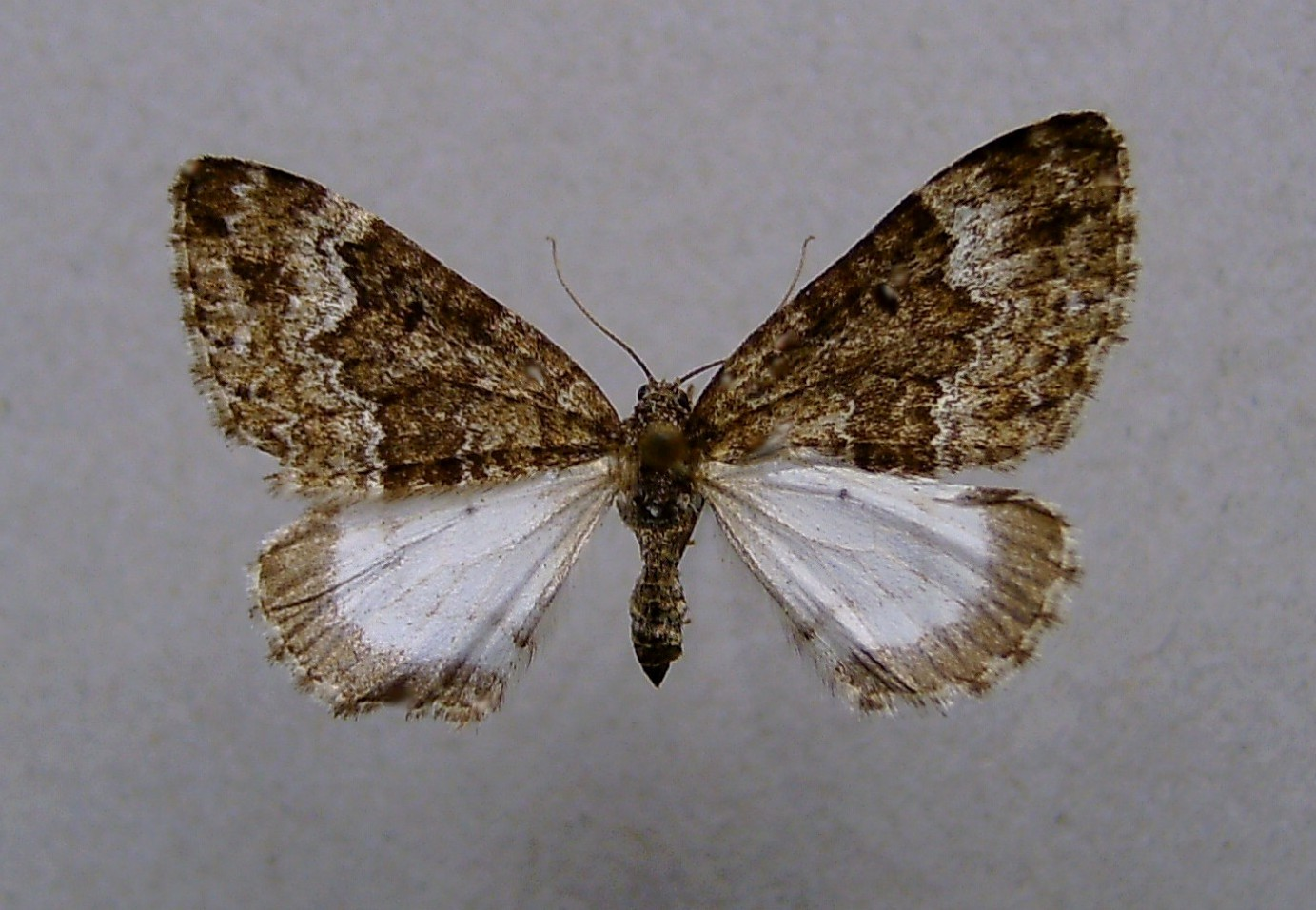
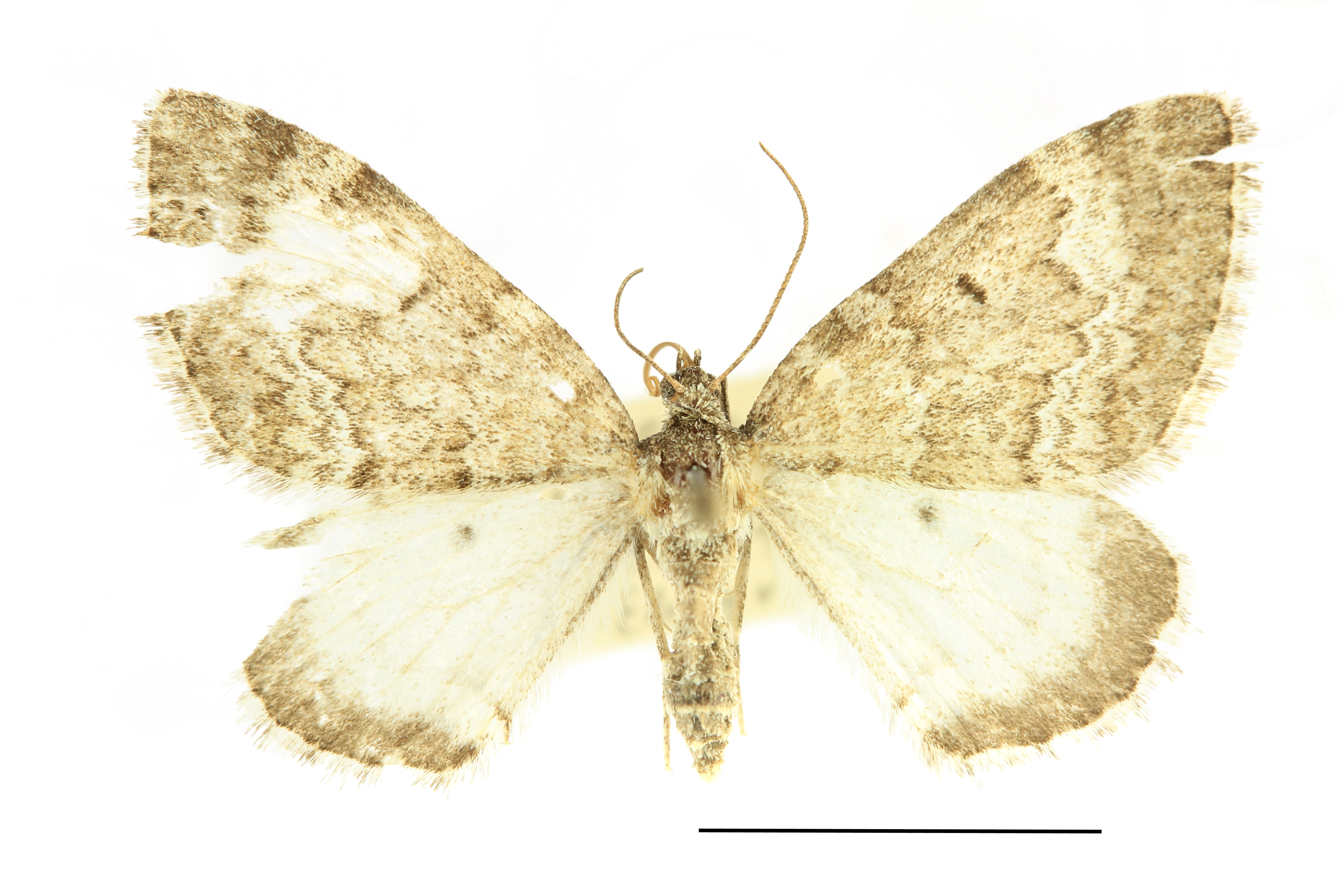